# Бакатуна (Мисисипи)
Бакатуна (енгл. Buckatunna) насељено је место без административног статуса у америчкој савезној држави Мисисипи.

## Демографија
По попису из 2010. године број становника је 516.
| Група             | 2000.    | 2010.       |
| Белци             | 0 (0,0%) | 247 (47,9%) |
| Афроамериканци    | 0 (0,0%) | 259 (50,2%) |
| Азијати           | 0 (0,0%) | 0 (0,0%)    |
| Хиспаноамериканци | 0 (0,0%) | 6 (1,2%)    |
| Укупно            | 0        | 516         |